# Chamberlin (cràter)
Chamberlin és un cràter d'impacte que es troba a la cara oculta de la Lluna, just després de l'extremitat sud-est. Es troba al sud-est del cràter Jeans, i el cràter Moulton està unit a la vora sud-est de Chamberlin. Aquest cràter es troba en una part de la superfície lunar on els interiors dels cràters han estat coberts de lava, produint cràters en tons foscos.

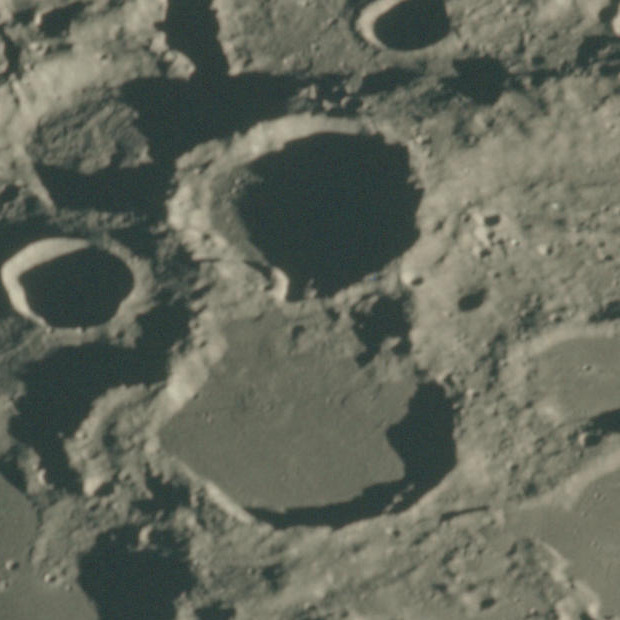
Imatge obliqua de l'Apollo 15 amb el cràter Moulton sota el centre, i el Chamberlin a baix al centre; orientació sud
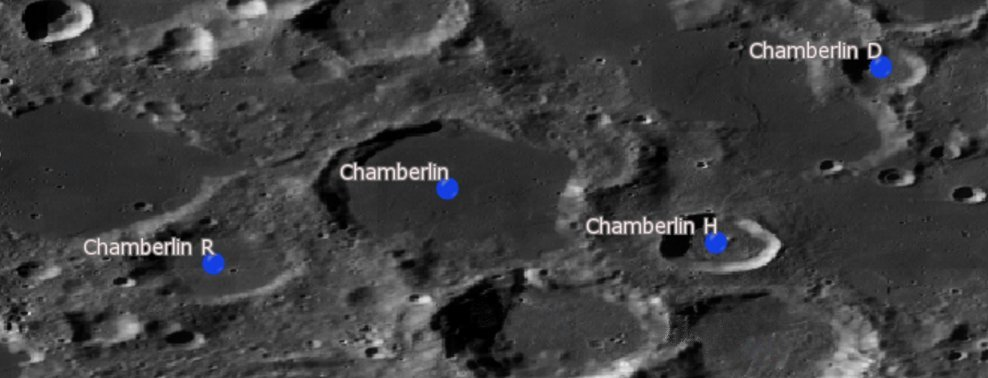
Cràters satèl·lit

La vora exterior d'aquesta formació és de manera irregular, amb protuberàncies externes a l'est i al sud-est. La vora sud esta parcialment desintegrada, i s'uneix a la vora nord-oest del Moulton. El terreny interior del Chamberlin ha estat inundat per lava basàltica, produint una superfície gairebé plana amb una albedo menor que la superfície lunar típica. L'interior no té característiques d'interès, i està marcat només per uns pocs cràters minúsculs.

## Cràters satèl·lit
Per convenció aquests elements són identificats en els mapes lunars posant la lletra en el costat del punt central del cràter que està més proper a Chamberlin.
| Chamberlin | Coordenades                            | Diàmetre |
| ---------- | -------------------------------------- | -------- |
| D          | 57° 30′ S, 102° 06′ E / 57.5°S,102.1°E | 21 km    |
| H          | 59° 48′ S, 99° 54′ E / 59.8°S,99.9°E   | 27 km    |
| R          | 60° 00′ S, 92° 18′ E / 60.0°S,92.3°E   | 38 km    |